# Pont d'Anping
Le pont d'Anping (chinois simplifié : 安平桥 ; chinois traditionnel : 安平橋 ; pinyin : Ānpíng Qiáo), construit de 1138 à 1151, est  le plus important pont en dalles de pierre, il est resté longtemps le plus long pont du monde, et le plus long de Chine jusqu'en 1905. Il traverse la baie d'Anhai (l'estuaire de la rivière Shijing) entre Anhai (district de Jinjiang) et Shuitou (district de Nan'an) dans la province du Fujian.
Sa longueur totale actuelle est de 2 255 m, pour une largeur de 3 m à 3,80 m, mais il mesurait à l'origine 811 zhang (1 zhang = 3,30 m), pour une largeur de 1,6 zhang, ce qui correspondait à une longueur d'environ 5 li de l'époque, d'où son autre nom de « pont de cinq li ».
Le pont est constitué d'une série de dalles de pierre, les plus lourdes pouvant atteindre 25 tonnes, soutenues par des piles de pierre de diverses formes, aujourd'hui au nombre de 331.

## Notes et références

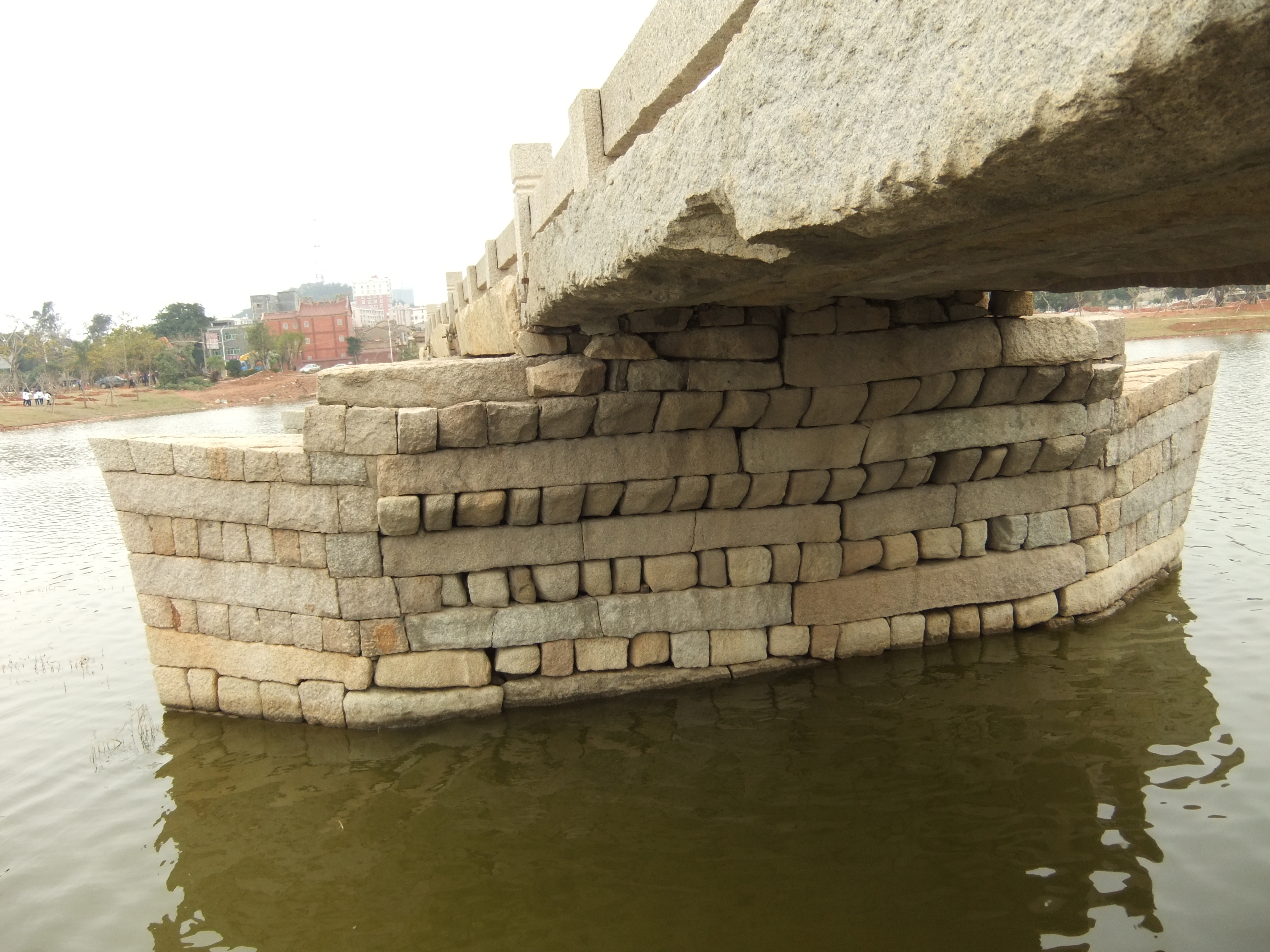
Sous le pont d'Anping

### Source
- (en) Anping Bridge (Five Li Bridge) (ChinaCulture.org)

## Autres liens externes
- (fr) Pont d'Anping (Structurae)
- (zh + en) China ancient bridges